# Ipomoea volcanensis
Ipomoea volcanensis är en vindeväxtart som beskrevs av O'donell. Ipomoea volcanensis ingår i släktet praktvindor, och familjen vindeväxter. Inga underarter finns listade i Catalogue of Life.